# Innozenz XI.

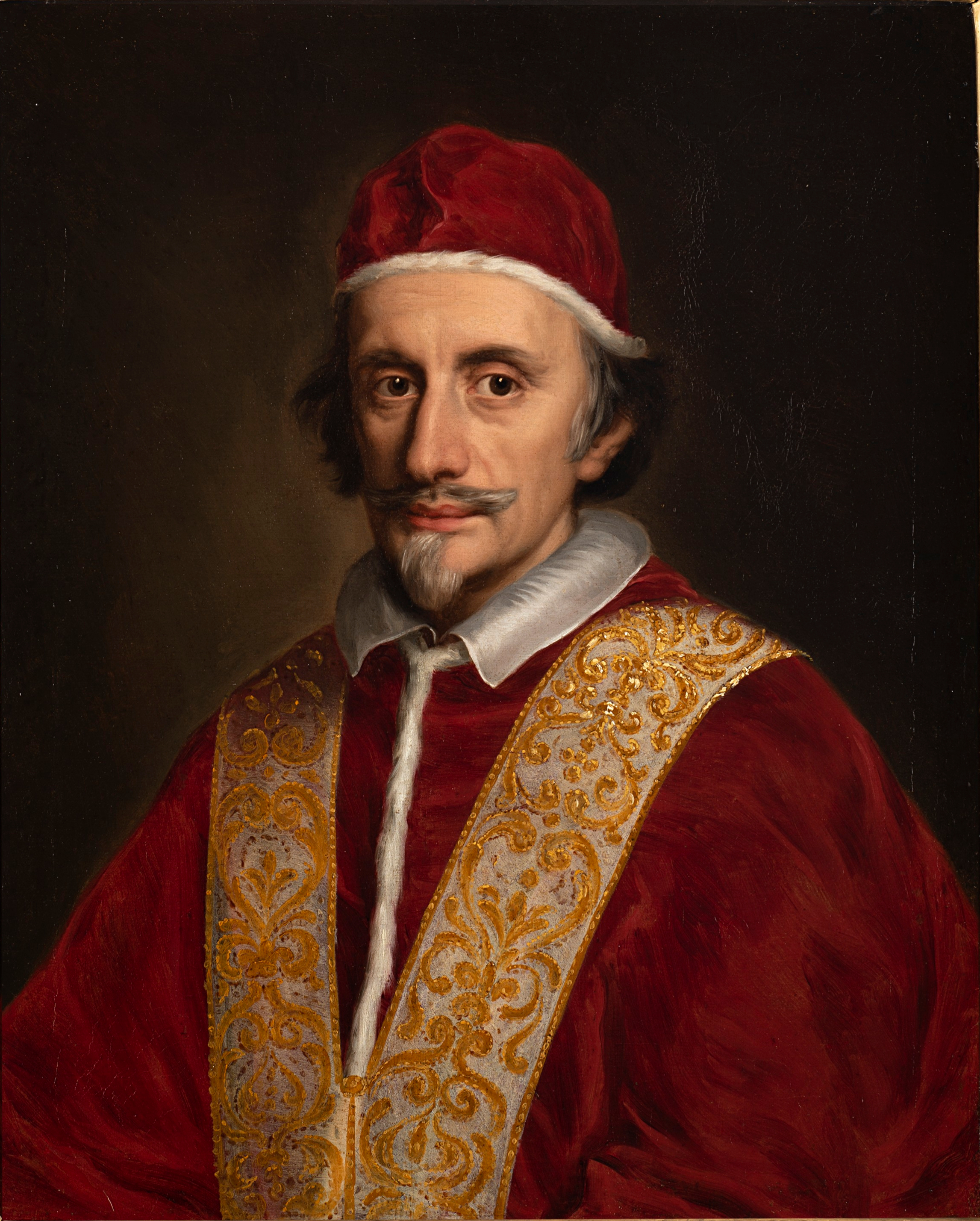
Innozenz XI., Gemälde von Jacob Ferdinand Voet, 1670–80

Innozenz XI. (* 19. Mai 1611 in Como; † 12. August 1689 in Rom), gebürtig Benedetto Odescalchi, war von 1676 bis 1689 Papst der katholischen Kirche. Er wird als Seliger verehrt.

## Leben

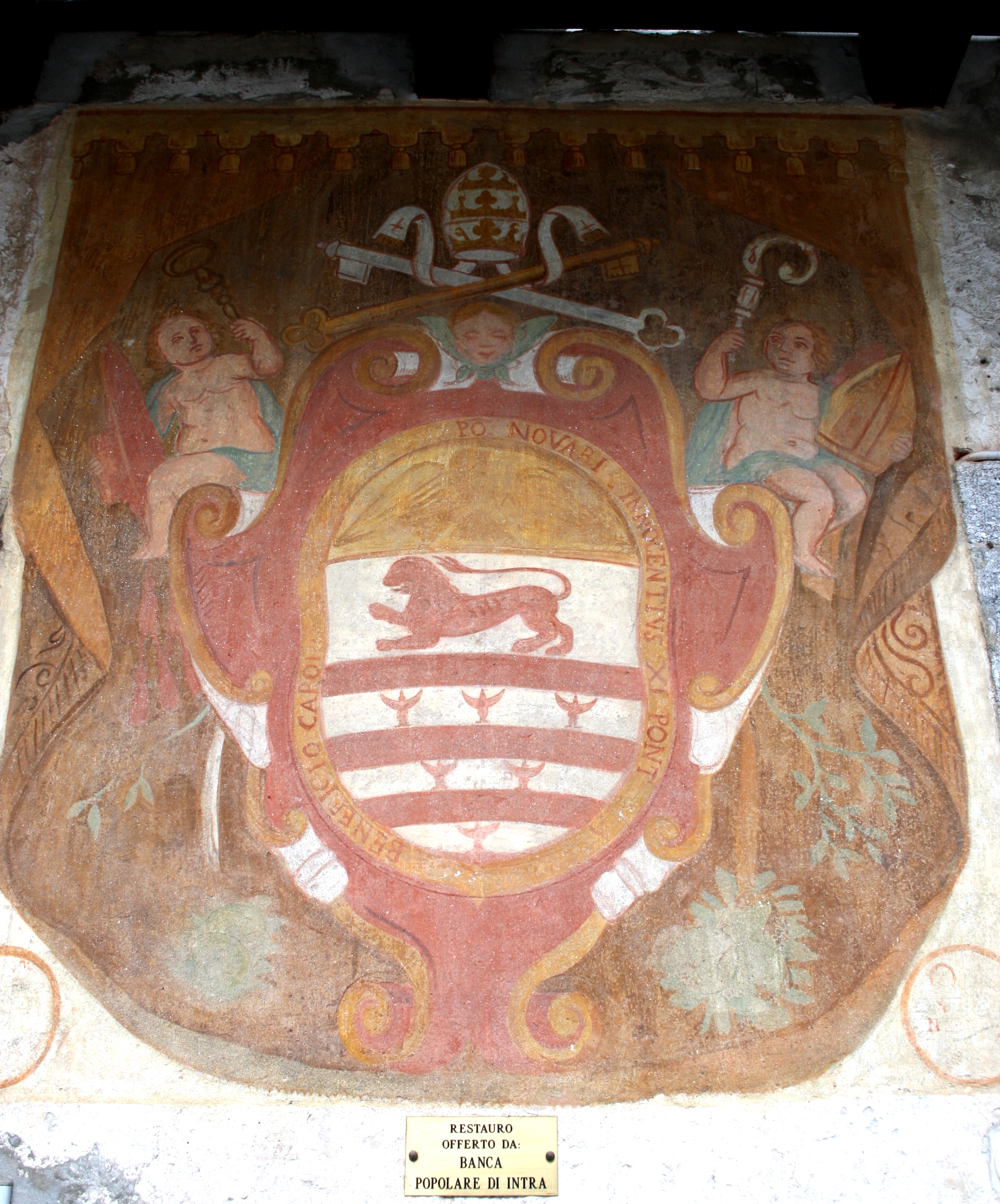
Wappen Innozenz’ XI. am ehemaligen Seminar in Pallanza

### Herkunft und kirchliche Laufbahn
Innozenz XI. stammte aus einer reichen Kaufmannsfamilie und wurde von den Jesuiten in Como erzogen. Im Jahr 1637 begann er das Studium der Rechte und der Theologie in Rom, später wechselte er nach Neapel.
Papst Urban VIII. ernannte ihn zum Apostolischen Protonotar. Am 6. Mai 1645 ernannte ihn Papst Innozenz X. zum Kardinaldiakon (daher später sein Papstname) mit der Titelkirche Santi Cosma e Damiano. Drei Jahre später, im Jahr 1648, schickte der Papst ihn als Legaten nach Ferrara. Im Jahr 1650 wurde Odescalchi zum Bischof von Novara ernannt. Seine asketische Lebensweise und besonders seine Mildtätigkeit und Fürsorge brachten ihm den Beinamen Vater der Armen ein.

### Pontifikat
Am 21. September 1676 wurde er zum Papst gewählt; beim Konklave von 1669/1670 war seine Wahl noch am Widerstand Frankreichs (Exklusive) gescheitert.

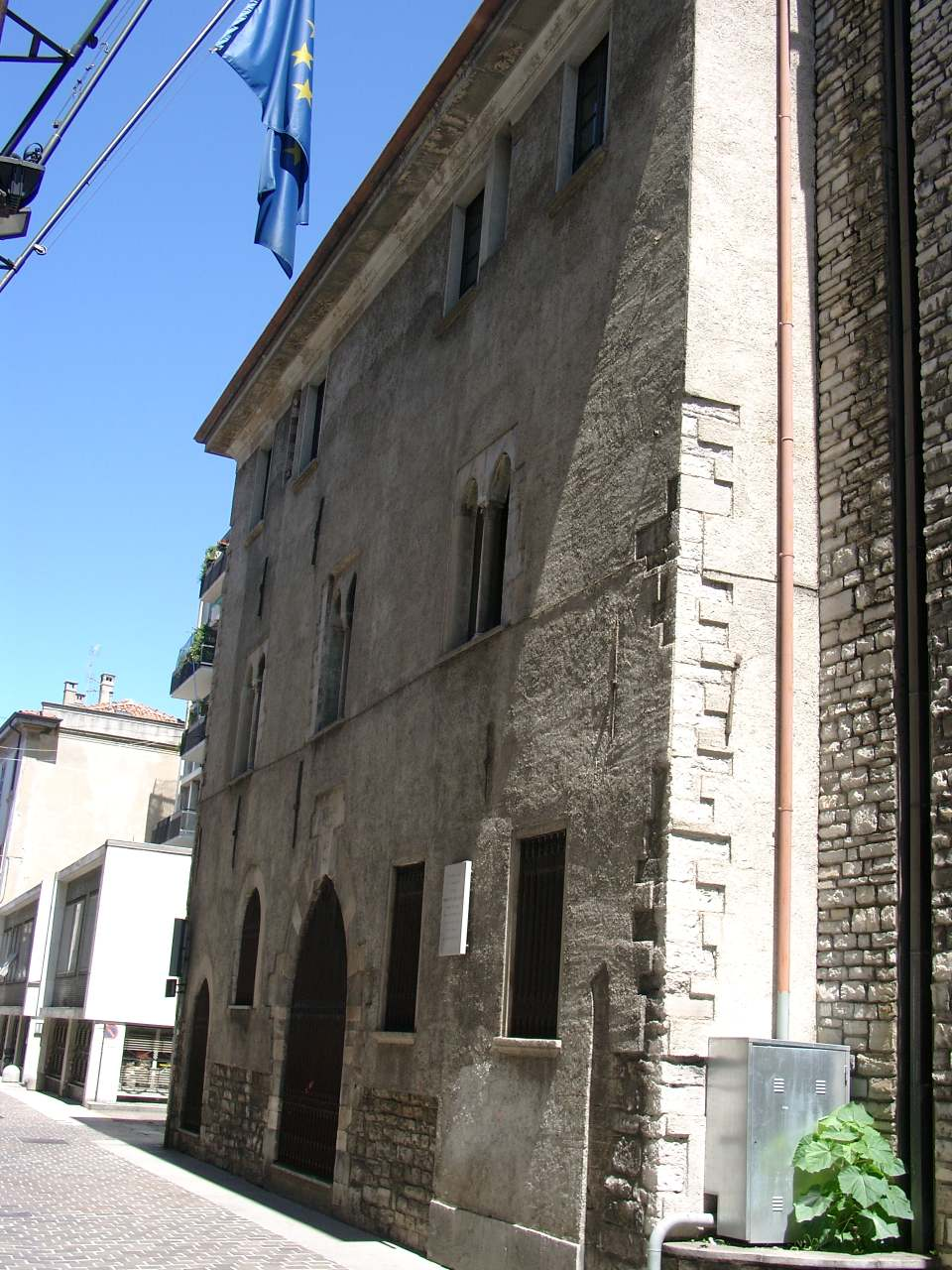
Geburtshaus von Papst Innozenz XI. in Como

Als erstes verordnete er dem Kirchenstaat rigorose Sparmaßnahmen, die sehr bald die Finanzen der durch die Ausgaben seiner Vorgänger belasteten, hoch verschuldeten Kurie in Ordnung brachten. An der Förderung der Kunst war Innozenz XI. nicht interessiert; die bildenden Künste empfand der sittenstrenge und asketische Papst sogar als anstößig. Er verabscheute jede Art von Nepotismus und Simonie, deshalb bekämpfte er die willkürliche Vergabe kirchlicher Ämter. Zum Kardinalstaatssekretär machte er Alderano Cibo, der die Simonie jedoch nicht prinzipiell ablehnte.

#### Türkenkriege
Ebenso war Innozenz XI. ein Streiter für die Reinerhaltung des katholischen Glaubens. Die Hauptprobleme, mit denen er sich in seinem Pontifikat befassen musste, waren die Abwehr der Osmanen sowie das Verhältnis des Kirchenstaates zu Frankreich. Er versuchte während seines ganzen Pontifikats, die katholischen Fürsten Europas für eine Heilige Liga zum Kampf gegen die Osmanen zu gewinnen. Am 31. März 1683 gelang es ihm, den polnischen König Jan Sobieski und Kaiser Leopold I. zu einem Defensivbündnis zu überreden. Innozenz unterstützte das Bündnis und den Kampf gegen die Osmanen mit 1,5 Millionen Gulden. So gelang am 12. September 1683 die Befreiung Wiens von der Zweiten Wiener Türkenbelagerung. Das türkische Heer wurde vernichtend geschlagen und weit nach Ungarn zurückgedrängt. Sein Einsatz bei der Türkenabwehr brachte ihm später durch Historiker den Beinamen „Verteidiger des christlichen Abendlandes“ ein. Zur Feier dieses Siegs führte er den Festtag Mariä Namen für die gesamte Kirche ein.

#### Verhältnis zu Frankreich

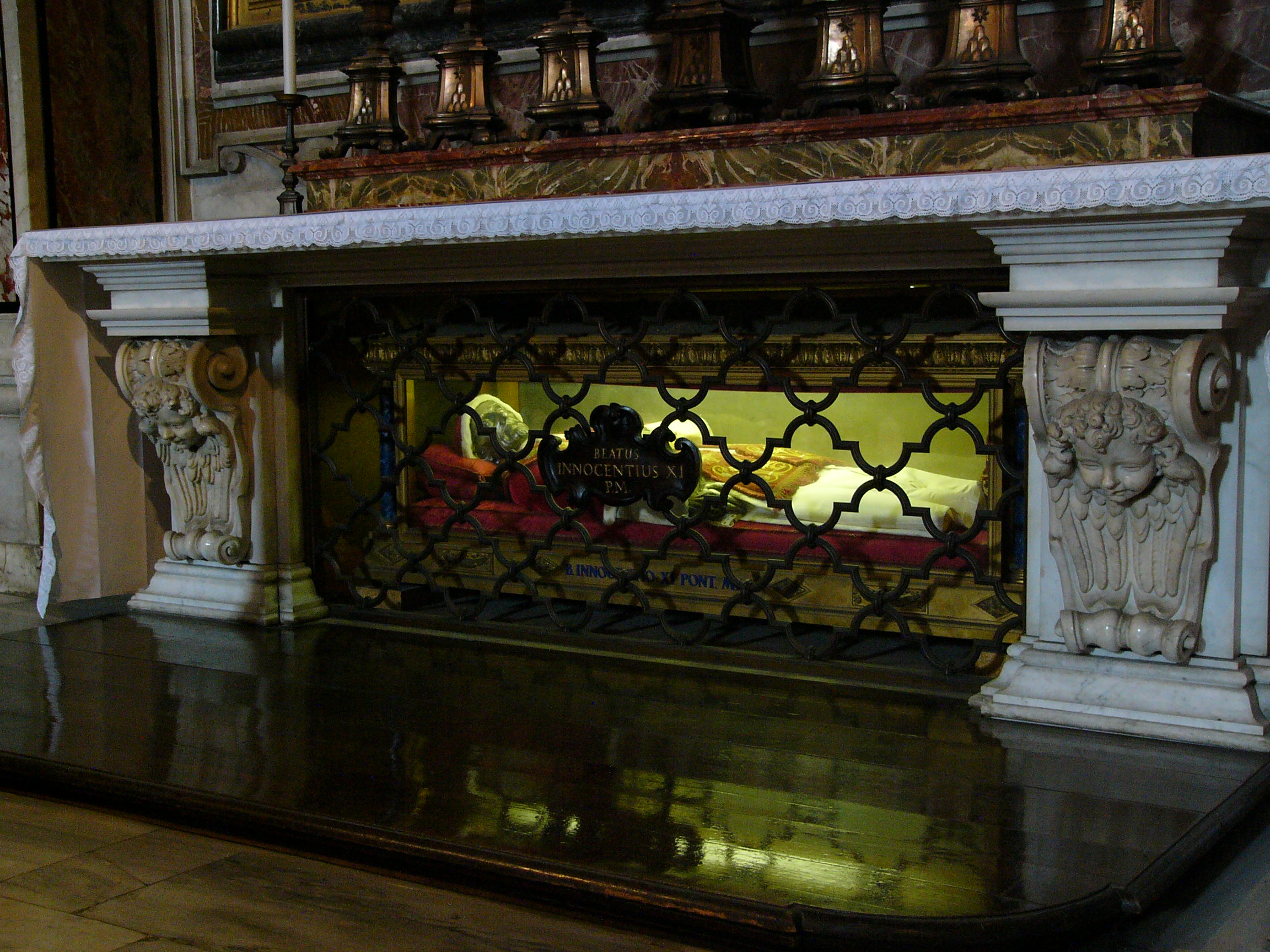
Gläserner Sarg Innozenz XI. im Petersdom in Rom bis April 2011

Der Streit mit Frankreich hatte sich an der Frage des Regalienrechtes entzündet. Der König von Frankreich beanspruchte das Recht, in der Zeit der Sedisvakanz einer jeden französischen Diözese die Pfründen und die bischöflichen Einkünfte zu verwalten.
In drei päpstlichen Breven forderte Innozenz XI. den französischen König Ludwig XIV. auf, dieses Edikt zurückzunehmen, was Ludwig ablehnte. Im Februar 1683 berief er sogar eine Generalversammlung des französischen Klerus ein, die sein Regalienrecht billigte. Innozenz verweigerte daraufhin allen von Ludwig ernannten Bischofskandidaten die Anerkennung; in der Folge blieben 35 Bistümer in Frankreich verwaist.
Ludwig annullierte im Oktober 1685 das Edikt von Nantes. Die Aufhebung des Edikts bewirkte, dass jegliche calvinistische Religionsausübung in ganz Frankreich illegal wurde. Das nun folgende grausame Vorgehen Ludwigs gegen die Hugenotten stieß Innozenz noch mehr ab. Bei der Neubesetzung des Erzbistums Köln bestätigte Innozenz XI. daher Joseph Clemens von Bayern, und nicht Ludwigs XIV. Wunschkandidat Wilhelm Egon von Fürstenberg. Der Streit zwischen Innozenz und Ludwig erreicht 1689 seinen Höhepunkt. Innozenz berief den päpstlichen Nuntius aus Paris ab. Ludwig drohte mit der Invasion des Kirchenstaates, Innozenz mit der Exkommunikation des französischen Königs. Die Spannungen bestanden bis zu seinem Tod im selben Jahr.

## Nachwirkung
Am 7. Oktober 1956 wurde Innozenz XI. von Pius XII. seliggesprochen. Dies war die vorletzte Seligsprechung an einem Papst, bevor Johannes Paul II. am 3. September 2000 gleichzeitig die Initiatoren beider Vatikanischen Konzilien, Pius IX. und Johannes XXIII., in die Liste der Seligen aufnahm. Johannes Paul II. selbst wurde am 1. Mai 2011 von Benedikt XVI. seliggesprochen und in der Sebastiankapelle von St. Peter neu bestattet. Der Sarg Innozenz’ wurde kurz vor dieser Seligsprechung innerhalb der Peterskirche in das linke Seitenschiff unter den Altar der Verklärung Christi überführt.
Innozenz XI. gilt heute unter vielen Historikern als eine beispielhafte Gestalt des Papsttums, der sich stets durch sein asketisches Auftreten, seinen sittlichen Lebenswandel, seine Gewissenhaftigkeit und seine Festigkeit im Glauben als einer der bedeutendsten und würdigsten Päpste seiner Zeit auszeichnete.